# The Tree (Floß)

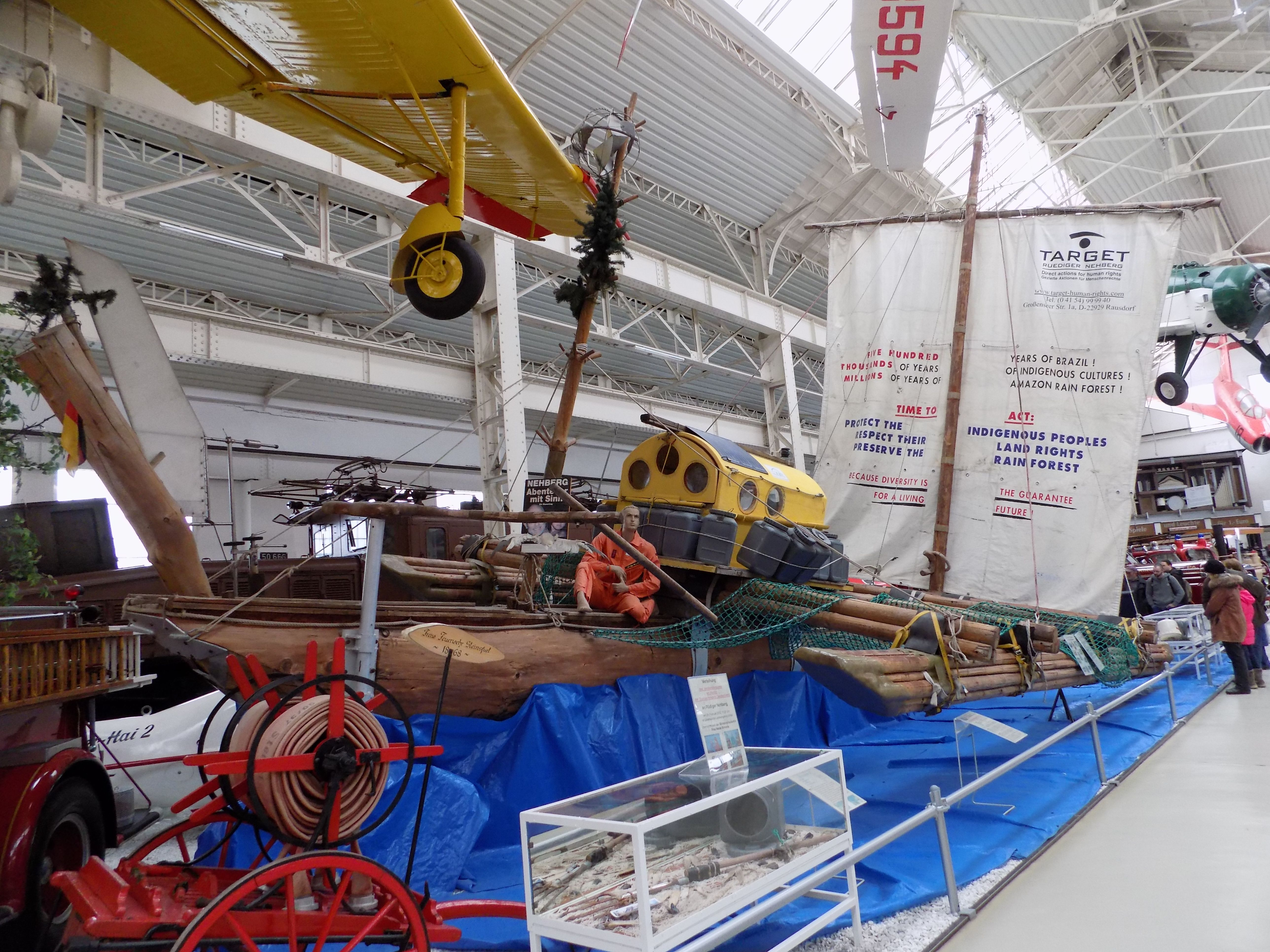
The Tree im Technik-Museum Speyer

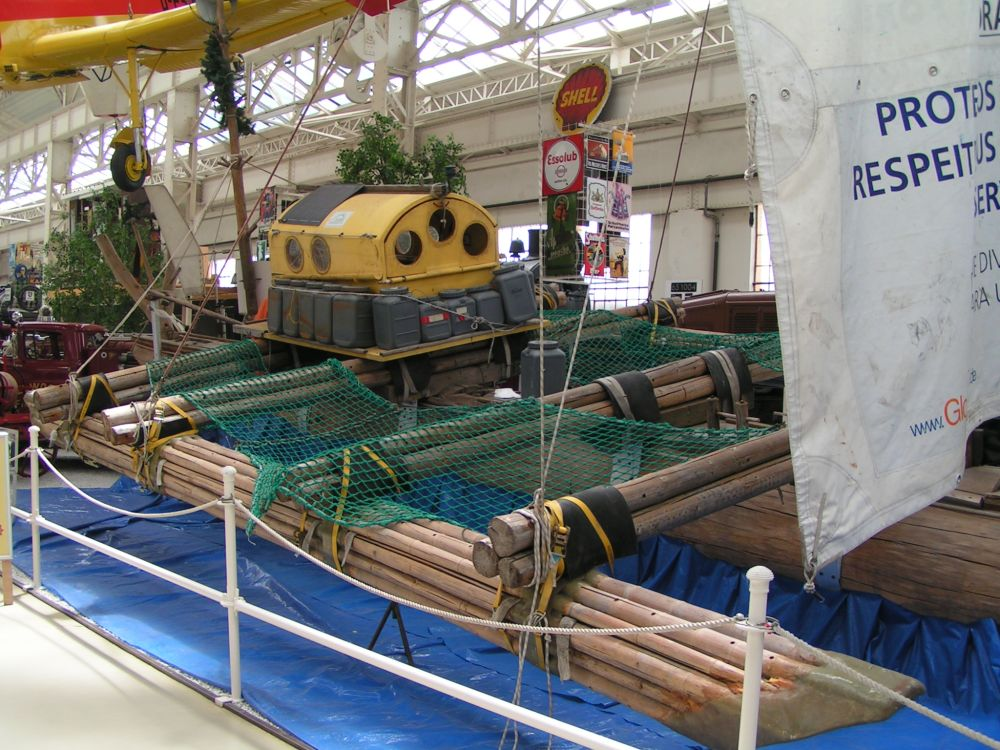
Blick auf den Verbund der Hölzer

The Tree (englisch für „Der Baum“) ist der Name eines selbstgebauten Trimarans, mit dem der Überlebenskünstler und Aktivist für Menschenrechte Rüdiger Nehberg im Jahr 2000 zum dritten Mal den Atlantik überquerte.

## Beschreibung
Das Grundgerüst des Trimarans bildet der Stamm einer rund 350 Jahre alten Weiß-Tanne aus der Schweiz. Ergänzt wird er durch zwei seitliche Ausleger aus Bambus, dem Boot zusätzliche Kippstabilität verleihen. Weil der massive Baumstamm das zentrale Element der Konstruktion darstellt, worauf auch der Name The Tree hinweist, wurde das Gefährt als „Einbaum“ bezeichnet. Nehberg sprach auch von einem „Floß“.
Quer zum Baumstamm und zu den Auslegern sind vier Packungen von je drei Rundhölzern aufgelegt. Nehberg spannte in Längsrichtung Netze darüber. Ungefähr in der Mitte montierte er eine kleine Plattform. Darauf brachte er eine kleine Kabine und die Wasserkanister unter (siehe zweites Bild). Ein ungefähr quadratisches Segel diente dem Vortrieb und der Steuerung.
The Tree hat eine Länge von etwa 17 Metern und ein Eigengewicht von etwa 12 Tonnen. In den Stamm wurden Hohlräume eingebracht und diese mit Bauschaum aufgefüllt, um den Auftrieb zu verbessern und eine beständige Schwimmtauglichkeit zu erreichen.

## Zweck
Rüdiger Nehberg baute den Trimaran, um damit den Atlantik zu überqueren. Sein wichtigstes Ziel war, mit dieser Aktion mediale Aufmerksamkeit für das bedrohte Volk der Yanomami und die Erhaltung des tropischen Regenwaldes zu erreichen.
Zu demselben Zweck hatte er zuvor schon zweimal den Atlantik überquert: 1987 allein in einem selbstgebauten Tretboot und 1992, diesmal zusammen mit Christina Haverkamp, auf einem selbstgebauten Bambusfloß mit Segel.
Anlass seiner dritten Atlantik-Überquerung im Jahr 2000 waren die geplanten 500-Jahr-Feiern in Brasilien zur Entdeckung des Landes im Jahr 1500 durch Pedro Álvares Cabral. Nehberg sah voraus, dass die Völkermorde an den Ureinwohnern und die Zerstörung des Regenwaldes bei diesen Feiern kein Thema sein würden. Er ließ die Segel wie folgt beschriften (Übersetzung ins Deutsche, wie von Nehberg angegeben):

„500 Jahre Brasilien. / Tausende  von Jahren indianische Kulturen. / Millionen von Jahren amazonischer Regenwald. / Zeit zu handeln! / Beschützt die eingeborenen Völker! / Respektiert ihre Landrechte! / Erhaltet den Regenwald! / Denn nur Vielfalt ist die Garantie für eine lebenswerte Zukunft“

Nehberg war bei seiner dritten Atlantik-Überquerung 64 Jahre alt. Er wollte sie ursprünglich zusammen mit einem 28 Jahre alten Survival-Experten unternehmen, fuhr dann aber allein. Am 21. Januar 2000 startete er mit The Tree an der mauretanischen Küste. Er führte etwa 350 Liter Trinkwasser in Kanistern mit. Nach 43 Tagen kam er Anfang März 2000 an der brasilianischen Küste in Fortaleza an.

## Präsentation
Eine erste Präsentation des Gefährts, die bereits mediale Aufmerksamkeit erregte, war 1999 vor dem Hamburger Rathaus und auf der Alster.
Nach der Reise wurde The Tree auf der Expo 2000 ausgestellt. Danach kam Nehbergs Trimaran ins Technik-Museum Speyer, wo er sich seitdem befindet.